# USS LST-644
O USS LST-644 foi um navio de guerra norte-americano da classe LST que operou durante a Segunda Guerra Mundial.

## Histórico de serviço

### 1ª comissão
Após o comissionamento, a Minos viajou para Jacksonville, Flórida, onde completou a conversão na Gibbs Gas Engine Company. Após o treinamento, ela cozinhava para se juntar a unidades de reparo de força anfíbia no Pacífico. No entanto, após o término das hostilidades, ela voltou para casa, chegando em 1946 em Green Cove Springs, Flórida e descomissionando 18 de junho de 1946 para entrar na Frota de Reserva do Atlântico, Grupo Charleston.

### 2ª comissão
Com o  surto de hostilidades na Coréia, ela foi recondicionada em 22 de setembro de 1950. Ela relatou ao Comandante Anfíbio Forças, Frota do Atlântico, em Little Creek, Virgínia 6 de dezembro de 1950. Ela participou de anfíbio exercícios e serviços de reparo nos próximos quatro anos. Sob o comando do CDR Harold C. "Brownie" Brown, ela foi dispensada em 19 de agosto de 1955 em Green Cove Springs e foi designada para o Subgrupo 1, Grupo da Flórida, Atlantic Reserve Fleet.  Minos  foi retirado do Naval Vessel Register em 1 de janeiro de 1960 e vendido para a Portsmouth Salvage Company de Virgínia em 18 de outubro de 1960 por desmantelamento.